# Монтекио Маджоре
Монтѐкио Маджо̀ре (на италиански: Montecchio Maggiore; на венециански: Montecio, Монтечо) е град и община в Северна Италия, провинция Виченца, регион Венето. Разположен е на 72 m надморска височина. Населението на общината е 23 664 души (към 2015 г.).